# Reinhard Drenkhahn
Reinhard Drenkhahn (* 9. Februar 1926 in Hamburg; † 26. März 1959 ebenda) war ein deutscher Maler und Grafiker.

## Leben
Reinhard Drenkhahn wurde als Sohn eines Schiffbauingenieurs geboren. Nach einer Lehre als Dekorateur und Polsterer begann er 1943 das Studium der Innenarchitektur an der Hansischen Hochschule für bildende Künste in Hamburg. Achtzehnjährig wurde er im folgenden Jahr zum Kriegsdienst eingezogen und später in der Schweiz interniert. Nach dem Krieg beendete er sein Studium, fand aber schließlich in der Malerei sein eigentliches Metier. 1947 und 1948 studierte er bei Karl Kaschak und Willem Grimm an der Landeskunstschule Hamburg, danach bis 1950 bei Arnold Fiedler in der Werkstättengemeinschaft „Der Baukreis“. Seinen Lebensunterhalt verdiente Drenkhahn zu dieser Zeit als Requisiteur bei der Hamburger Real-Film und als Hafen- und Erntearbeiter. Im Sommer 1950 bezog er ein eigenes Atelier im Haus Sierichstraße 52 gemeinsam mit seiner Lebensgefährtin, der Malerin Gisela Bührmann. Das Atelier übernahm 1970 der Maler und Bildhauer Peter Fetthauer. Im Jahr darauf reiste Drenkhahn das erste Mal nach Paris, wo ihn die Maler der École de Paris und des Informel stark beeindruckten. Weitere Reisen folgten. 1953 vernichtete Drenkhahn als eine Art Befreiungsschlag den größten Teil seiner frühen Arbeiten. Ende 1956 hatte er seine erste Einzelausstellung in der Hamburger Kunsthalle, 1958 erhielt er das Förderstipendium des Lichtwark-Preises der Hansestadt Hamburg. Aufträge der Kulturbehörde Hamburg für Wandgestaltungen im öffentlichen Raum und zahlreiche Ausstellungen, auch überregional und im Ausland, folgten. Drenkhahn aber setzte seiner vielversprechenden künstlerischen Karriere mit seinem Freitod 1959 ein jähes Ende. Er hinterließ ein ebenso eindrucksvolles wie reichhaltiges Œuvre von über 500 Gemälden, Zeichnungen, Druckgrafik und wenigen Plastiken.

## Werk
Reinhard Drenkhahn gehörte neben Paul Wunderlich, Horst Janssen und K.R.H. Sonderborg in den 1950er Jahren zu den herausragenden Künstlerpersönlichkeiten Hamburgs und war Wegbereiter der informellen Malerei in Hamburg. 
Drenkhahns farblich kraftvolle, aber einsame „Stadtlandschaften“ Anfang der 1950er Jahre zeugen noch von der Auseinandersetzung mit dem Spätexpressionismus. Darstellungen der Kalksandsteinfabrik in Kirchsteinbek bei Hamburg sowie die Landschaften seiner ersten Reisen nach Ischia und Ibiza vermitteln bereits sein besonderes Gespür für den Umgang mit der Farbe. Am Elbstrand und in Niendorf an der Ostsee malte Drenkhahn „Hafenbilder“ und „Strandstillleben“, in denen sich seine malerische Phantasie an Fundstücken wie Windhutzen und alten Seilwinden entzündet. Bald darauf bevölkerten surreale „Strandläufer“ seine Bilder. Diese bedrohlichen Chimären und ausgezehrten Drahtmenschen wurden für ihn zur existentialistischen Daseinsmetapher.
1957 und 1958 entstanden die Werkreihen der „Krebse“ und „Ofensteine“, die in immer neuen Variationen die Erforschung von Material und Oberfläche, von Farbdynamik und Bildraum zeigen. Die Freundschaft zu Horst Janssen und Paul Wunderlich ließen Drenkhahn auch im Bereich der Radierung und Lithographie experimentieren. Hier, wie in der Malerei, verselbständigten sich die Bildmittel zunehmend, der Gegenstand aber blieb trotz großer Abstraktion als Ausgangspunkt und Halt der Gestaltung erkennbar.
Die späten „Ofenstein-“ und „Mauer-“ Bilder zeigen zwar den Einfluss der französischen Kunst, von Malern wie Dubuffet und Wols, sind aber ebenso großartige wie eigenständige Arbeiten informeller Malerei. Reliefartige, verkrustete und geritzte Oberflächen, kombiniert mit einer differenzierten Farbigkeit von leuchtender Vitalität oder dumpfer Bedrohlichkeit, lassen den Betrachter die Intensität des bildnerischen Prozesses spüren.
Viele Werke Drenkhahns sind durch eine schroffe Materialität und eine düstere Gestimmtheit gekennzeichnet, die auch das Leben dieses introvertierten Künstlers bestimmte, der jung den Krieg erlebte. Immer wieder tauchen Motive wie Stacheldraht, Gitter, Dornen und Disteln auf. Die Empfindung der inneren Verletztheit gipfelte in Drenkhahns später Werkreihe „Leitermann“. Er erarbeitet das Thema in großformatiger Malerei, in der Radierung, aber auch in kleinen Statuetten aus Draht und Nägeln. Diese kruzifixähnlichen Darstellungen waren seine profanierte und auf sich selbst bezogene Version des Ecce Homo.
Ein Werkverzeichnis seiner Gemälde ist in Arbeit. Das druckgrafische Werk ist veröffentlicht als Band 15 der Reihe Hamburger Künstlermonographien.
Im Deutschen Kunstarchiv, im Germanischen Nationalmuseum in Nürnberg, befindet sich ein Teil von Reinhard Drenkhahns schriftlichem Nachlass.